# 1995 Hajek
Az 1995 Hajek (ideiglenes jelöléssel 1971 UP1) a Naprendszer kisbolygóövében található aszteroida. Luboš Kohoutek fedezte fel 1971. október 26-án.